# Cancer laringian
Cancerul laringian sau cancerul faringian este o formă de cancer care se poate dezvolta în orice parte a laringelui. Este, în mod normal, un carcinom cu celule scuamoase, reflectând originea sa din epiteliul laringelui.
Prognosticul este afectat de localizarea tumorii. În scopul stadializării, laringele este împărțit în trei regiuni anatomice: glota (corzile vocale adevărate, comisurile anterioare și posterioare); supraglota (epiglota, aritenoide și pliurile ariepiglotice și corzile vocale false); iar subglota. Majoritatea cancerelor laringiene își au originea în glotă, tumorile supraglotice și subglotice fiind mai puțin frecvente.
Cancerul laringian se poate răspândi prin: extensie directă către structurile adiacente, metastaze la ganglionii limfatici cervicali regionali sau prin fluxul sanguin. Cel mai frecvent loc al metastazelor la distanță este plămânul. Cancerul laringian a apărut la 177.000 de persoane în 2018 și a dus la 94.800 de decese (o creștere de la 76.000 de decese în 1990). Ratele de supraviețuire la cinci ani în Statele Unite sunt de 60,3%.

## Semne și simptome
Simptomele cancerului laringian depind de dimensiunea și localizarea tumorii. Simptomele pot include următoarele:
- Răgușeală sau alte modificări ale vocii
- Un nodul pe gât
- Dureri în gât sau senzația că ceva este blocat în gât
- Tuse persistentă
- Stridor⁠(d) - un șuierat ascuțit care indică o cale respiratorie îngustată sau obstrucționată
- Respirație urât mirositoare
- Durere de urechi (din cauza durerii resimțite în altă parte a corpului)
- Dificultate la înghițire

Efectele adverse ale tratamentului pot include modificări ale aspectului, dificultăți la mâncare, gură uscată sau pierderea vocii, care poate necesita învățarea unor metode alternative de vorbire.

## Factorii de risc
Cel mai important factor de risc pentru cancerul laringian este fumatul de tutun. Moartea prin cancer laringian este de 20 de ori mai probabilă pentru fumătorii înrăiți decât pentru nefumători. Consumul regulat și abuziv de alcool, în special băuturi spirtoase, este, de asemenea, un factor de risc semnificativ. Consumul combinat de alcool și tutun este un factor de risc deosebit de ridicat și provoacă 89% din cazurile de cancer laringian.
Se crede că și expunerea profesională la factori de mediu, cum ar fi praful de lemn, vaporii de vopsea și anumite substanțe chimice utilizate în industria metalurgică, petrolieră, a plasticului și a textilelor, este un factor de risc pentru cancerul laringian. Infecțiile cu anumite forme de HPV pot crește riscul de carcinom laringian.
Persoanele cu antecedente de cancerul capului și gâtului sunt cunoscute ca având un risc mai mare (aproximativ 25%) de a dezvolta un al doilea cancer separat al capului, gâtului sau plămânilor. Acest lucru se datorează probabil expunerii cronice la efectele cancerigene ale alcoolului și tutunului. În această situație, poate apărea un efect de câmp modificat, unde țesuturile epiteliale încep să devină displazice difuz, cu un prag redus pentru transformarea malignă. Acest risc poate fi redus prin renunțarea la alcool și tutun.
Alți factori de risc raportați includ statutul socio-economic scăzut, sexul masculin sau vârsta peste 55 de ani.

## Diagnostic

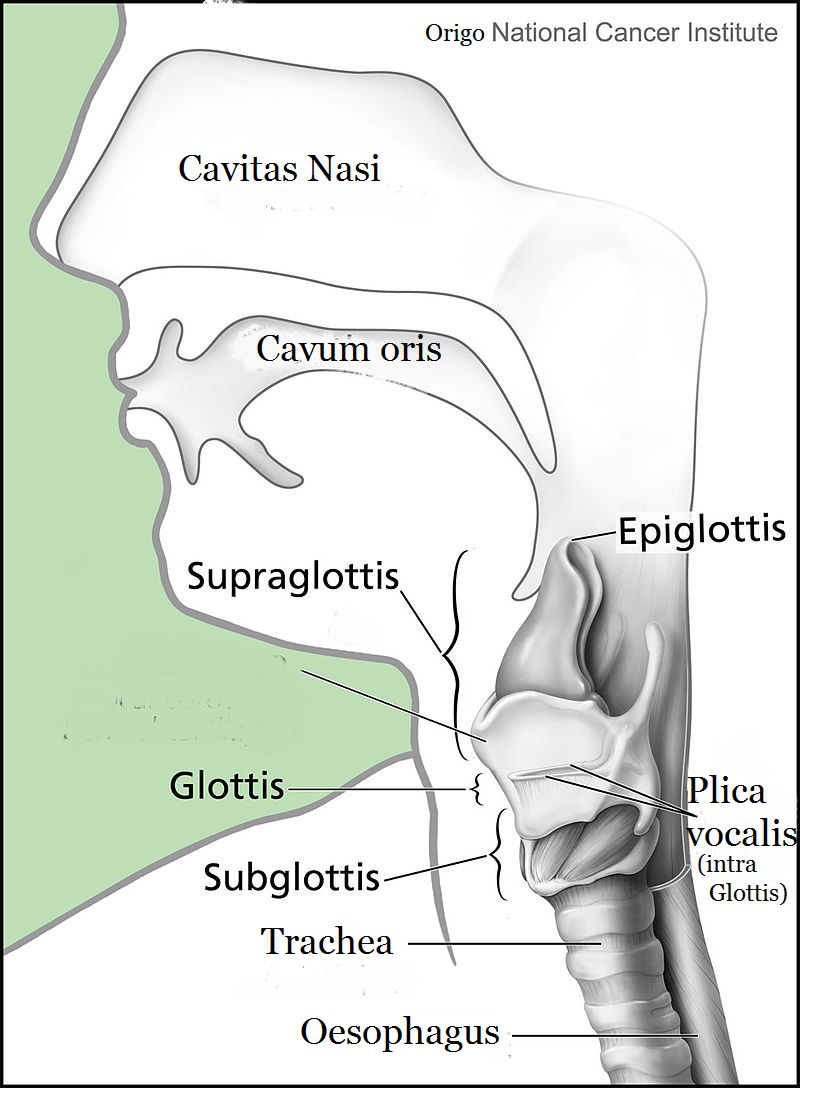
Laringe și structuri învecinate
Cavitas nasi: cavitatea nazală
Cavis orum: cavitatea bucală
Glotă: Laringe
Plica vocalis: Corzi vocale
Trahee
Esofag

Diagnosticul este pus de medic pe baza istoricului medical, a examinării fizice și a investigațiilor speciale care pot include radiografie toracică, tomografii sau RMN și biopsie tisulară. Examinarea laringelui necesită o oarecare expertiză, care poate necesita trimiterea către un specialist.
Examinarea fizică include o examinare sistematică a întregului pacient pentru a evalua starea generală de sănătate și pentru a căuta semne ale afecțiunilor asociate și ale bolii metastatice. Se palpează gâtul și fosa supraclaviculară pentru a se simți adenopatia cervicală, alte mase și crepitusul laringian. Cavitatea bucală și orofaringele sunt examinate direct. Laringele poate fi examinat prin laringoscopie indirectă folosind o oglindă mică unghiulară cu mâner lung (similară cu oglinda unui dentist) și o lumină puternică. Laringoscopia indirectă poate fi foarte eficientă, dar necesită abilitate și practică pentru rezultate constante. Din acest motiv, multe clinici specializate folosesc acum endoscopia nazală cu fibre optice, unde un endoscop subțire și flexibil, introdus prin nară, este utilizat pentru a vizualiza clar întregul faringe și laringe. Endoscopia nazală este o procedură rapidă și ușoară efectuată în ambulatoriu. Poate fi folosit spray cu anestezic local.
Dacă există suspiciune de cancer, se efectuează o biopsie, de obicei sub anestezie generală. Aceasta oferă dovezi histologice ale tipului și gradului de cancer. Dacă leziunea pare să fie mică și bine localizată, chirurgul poate efectua o biopsie cu excizie, în care se încearcă îndepărtarea completă a tumorii în timpul primei biopsii. În această situație, medicul anatomopatolog nu numai va putea confirma diagnosticul, ci poate comenta și asupra completitudinii exciziei, adică dacă tumora a fost îndepărtată complet. Adesea, în momentul biopsiei se efectuează o examinare endoscopică completă a laringelui, traheei și esofagului.
Pentru tumorile glotice mici, imagistica suplimentară poate fi inutilă. În cele mai multe cazuri, stadializarea tumorii se completează prin scanarea zonei capului și gâtului pentru a evalua extinderea locală a tumorii și orice ganglioni limfatici cervicali măriți patologic.
Planul final de tratament va depinde de localizarea, stadiul (dimensiunea tumorii, extensia ganglionară, metastaza la distanță) și tipul histologic. De asemenea, trebuie luate în considerare starea generală de sănătate și dorințele pacientului. Un clasificator prognostic multigenic s-a dovedit a fi potențial util pentru distingerea cancerului laringian cu risc scăzut sau ridicat de recidivă și ar putea influența alegerea tratamentului în viitor.

## Stadializare
Tumorile laringiene sunt clasificate conform liniilor directoare stabilite de organizații academice precum National Comprehensive Cancer Network⁠(d) (NCCN). Clasificarea generală, cunoscută și sub denumirea de „stadializare”, poate ajuta la predicția opțiunilor de tratament pentru pacienți. Stadializarea constă din trei evaluări separate. Prima se referă la tumora/cancerul în sine ("T"). A doua evaluează gradul de implicare al ganglionilor limfatici adiacenți în răspândirea tumorii/cancerului ("N"). A treia evaluează prezența sau absența metastazelor la distanță ("M). Criteriile specifice de „stadializare” pentru cancerul laringian, așa cum sunt utilizate în Ghidurile NCCN⁠(d) din 2019 pentru cancerul capului și gâtului, sunt:

### T
TX: Imposibil de evaluat
Tis: Carcinom in situ

#### Supraglotă
T1: Tumora prezentă într-o singură subregiune a supraglotei. Corzile vocale au mobilitate normală.
T2: Tumora invadează mucoasa. Nu există fixarea laringelui.
T3: Tumora determină fixarea corzilor vocale, cu sau fără invazia zonelor învecinate.
T4:
- T4A – Tumora invadează cel puțin una dintre următoarele: cortexul extern al cartilajului tiroidian, țesutul extralaringian
- T4B – Tumora invadează cel puțin una dintre următoarele: spațiul prevertebral, orice structuri ale mediastinului, teaca carotidiană sau structurile din interiorul tecii carotide.

#### Glota
T1: Tumora implică doar corzile vocale. Corzile vocale au mobilitate normală.
- T1A – O singură coardă vocală
- T1B – Ambele corzi vocale

T2: Tumora îndeplinește cel puțin unul dintre următoarele criterii:
- se extinde către supra sau subglotă
- afectează mobilitatea corzilor vocale

T3: Tumora îndeplinește cel puțin unul dintre următoarele criterii:
- determină fixarea corzilor vocale
- invadează spațiul paraglotic
- implică cortexul intern al cartilajului tiroidian

T4: Similar „Supraglotei”

#### Subglotă
T1: Tumora este doar în subglotă
T2: Tumora implică atât subglota, cât și corzile vocale (indiferent de mobilitatea corzilor)
T3: Similar „Glotei”
T4: Similar „Supraglotei”

### N
Dacă se utilizează diagnostic clinic (non-patologic)
NX: Imposibil de evaluat
N0: Fără implicarea ganglionilor limfatici vecini
N1: Tumora îndeplinește TOATE următoarele criterii:
- implică un singur ganglion limfatic
- ganglionul limfatic implicat este pe aceeași parte a corpului cu tumora
- ganglionul limfatic are mai puțin de 3 cm în „cea mai mare dimensiune”
- nu există extensie dincolo de ganglionul limfatic

N2: Tumora îndeplinește ORICARE dintre următoarele criterii
- N2A – Similar cu N1, cu excepția dimensiunii care poate fi între 3–6 cm
- N2B – Similar cu N2A, cu excepția ganglionilor limfatici care pot fi multipli și nu există o dimensiune minimă
- N2C – Similar cu N2B, cu excepția ganglionilor limfatici care pot fi pe orice parte a corpului

N3: Tumora îndeplinește ORICARE dintre următoarele criterii:
- N3A – Similar cu N1, cu excepția dimensiunii care este mai mare de 6 cm
- N3B – Tumora se extinde evident dincolo de marginea ganglionului limfatic (indiferent de numărul, dimensiunea sau localizarea ganglionilor limfatici)

Dacă se utilizează diagnosticul patologic
NX: Similar cu „Diagnostic clinic – NX”
N0: Similar cu „Diagnostic clinic – N0”
N1: Similar cu „Diagnostic clinic – N1”
N2: Tumora îndeplinește ORICARE dintre următoarele criterii
- N2A – Similar cu „Diagnostic clinic – N2A”, cu excepția cazului în care tumora poate depăși ganglionul limfatic implicat
- N2B – Similar cu „Diagnostic clinic – N2B”
- N2C – Similar cu „Diagnostic clinic – N2C”

N3: Tumora îndeplinește ORICARE dintre următoarele criterii:
- N3A – Similar cu „Diagnostic clinic – N3A”
- N3B – Orice prezență dovedită a extensiei tumorale dincolo de ganglionul limfatic

### M
M0: Nicio dovadă de metastaze la distanță
M1: Dovezi de metastaze la distanță

## Tratament

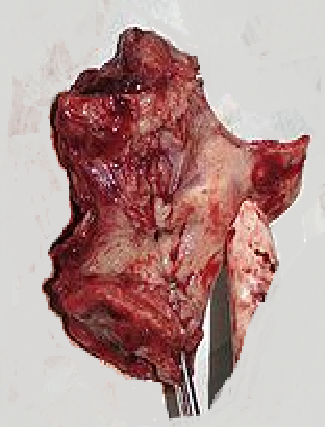
Laringe, îndepărtat
În dreapta: vârful degetului,
În partea de jos: Suport

Tratamentul specific depinde de localizarea, tipul și stadiul tumorii. Tratamentul poate implica chirurgie, radioterapie sau chimioterapie, singure sau în combinație.
Tratament chirurgical
Tratamentul chirurgical poate implica îndepărtarea parțială sau completă a tumorii. Țesuturile și structurile învecinate pot fi sau nu îndepărtate, în funcție de gradul de implicare al acestora în structura și răspândirea tumorii. În unele cazuri, poate fi necesară îndepărtarea completă a laringelui.
Tratament adjuvant
Tratamentul adjuvant, cel mai frecvent administrarea chimioterapiei sau radioterapiei, poate fi necesar. Chimioterapia sau radioterapia pot fi necesare individual, în combinație între ele sau în combinație cu intervenția chirurgicală. Tratamentul adjuvant poate fi necesar înainte de tratamentul chirurgical, în timpul tratamentului chirurgical sau după tratamentul chirurgical. Luarea deciziilor clinice poate fi dificilă în circumstanțe în care pacientul nu poate avea acces la tratamentul adjuvant necesar.
Tratament multidisciplinar
De multe ori, tratamentul cu succes și recuperarea după cancerul laringian vor necesita expertiză dincolo de domeniul chirurgiei sau oncologiei. Kinetoterapeuții, terapeuți ocupaționali, logopezii, psihiatrii, psihologii, chirurgii oromaxilofaciali, dentiștii⁠(d), neurologii, neurochirurgii și endocrinologii pot fi toți implicați în îngrijirea pacienților cu cancer laringian.

## Epidemiologie
Incidenta este de cinci la 100.000 (12.500 de cazuri noi pe an) în SUA. Societatea Americană de Cancer a estimat că 9.510 bărbați și femei (7.700 bărbați și 1.810 femei) ar fi diagnosticați cu cancer laringian și 3.740 de bărbați și femei ar urma să decedeze din această cauză în 2006.
Potrivit estimărilor GLOBOCAN 2018 privind incidența și mortalitatea cancerului, realizate de Agenția Internațională pentru Cercetarea Cancerului, în 2018 au existat 177.422 de cazuri noi de cancer laringian la nivel mondial (1,0% din totalul global). Dintre decesele globale cauzate de cancer, 94.771 (1,0%) au fost din cauza cancerului laringian.
În 2019, se estimează că vor fi 12.410 cazuri noi de cancer laringian în Statele Unite (3,0 la 100.000). Numărul de cazuri noi scade în fiecare an cu o rată de 2,4%, iar acest lucru se crede că este legat de scăderea fumatului de țigări în populația generală.
Cancerul laringian este clasificat ca o „boală rară” de către Biroul pentru Boli Rare (ORD) din cadrul Institutelor Naționale de Sănătate⁠(d) (NIH). Aceasta înseamnă că cancerul laringian afectează mai puțin de 200.000 de oameni în SUA.